# Palva (Luonnonmaa)
Palva est une île de l'archipel finlandais à Naantali en Finlande.

## Géographie
Palva est à environ 11 kilomètres à l'ouest de Turku.
La superficie de Palva est de 9,5 hectares et sa plus grande longueur est de 0,6 kilomètre dans la direction est-ouest.[5] L'île s'élève à environ 10 mètres au-dessus du niveau de la mer,.
L'île montre des rocheees, en particulier sur la côte est.
Les forêts de l'île sont dominées par les conifères et les rives sont principalement bordées de roseaux.
À la suite du rebond post-glaciaire, Palva ne forme qu'une ile avec Vapakari, située sur son côté ouest.
Luonnonmaa est à un peu moins de 300 mètres de Palva.
Au sud de Palva se trouve la petite Tammikari et au sud-ouest la plus grande île de Lapila.
L'île de Ruissalo est à un peu moins d'un kilomètre de Palva.
La voie maritime de Naantali passe entre ces îles.

### Articlesconnexes
- Liste d'îles de Finlande